# 高鉀血症
高鉀血症（拉丁語：hyperkalemia），即生物體內血中含鉀離子（K+）含量過多。人體 95%的鉀元素位於細胞內，僅 5%位於血液中，而鈉鉀泵正是保持此濃度差的主要機制。血清正常血鉀值介於 3.5至 5.5 mEq/L之間，血漿正常血鉀值則介於 3.5至 5.0 mEq/L之間，若高於正常值則稱為高鉀血症。外科学上，血清钾浓度超过5.5mmol/L或5.0mmol/L即为高钾血症。通常高鉀血症不會有症狀，但可能引發心悸、肌肉疼痛、肌肉無力，或感覺麻木（拉丁語：Paresthesia)等。嚴重時將引發心律不整，進一步導致病患死亡。

## 病因及诊断
高钾血症最常見的原因包含腎功能衰竭、醛固酮過低，或横纹肌溶解症等等。某些藥物包含螺内酯、非甾体抗炎药，以及血管紧张肽I转化酶抑制剂（ACEI）也會造成血鉀提升。
高鉀血症能以血鉀濃度分為輕度（5.5-5.9 mmol/L）、中度（6.0-6.4 mmol/L），及重度（>6.5 mmol/L）。劑量高時甚至能以心电图偵測。檢驗必須排除因採血過程破壞細胞所造成的假性高血鉀。

## 症狀
症狀不明顯，但一般包括身體不適、心悸、及肌肉無力。輕微的過度換氣可能是代謝性酸中毒──高鉀血症的症狀之一──引起的補償機制。然而此種情形通常僅在血液篩檢、或是心律不整等併發症產生時才得以偵測。
在問診時，醫生會聚焦於腎臟疾病及用藥上，因為此二者皆為此症主因。然而若伴隨腹痛、低血糖症及色素大量沉著，則病患可能同時患有其他自體免疫性疾病或愛迪生氏病。

## 治疗
立即停止外源性钾摄入和针对可逆病因的治疗通常是高钾血症处置的第一步，建議進行低鉀飲食。

### 葡萄糖酸钙
由于钙离子对于钾离子有对抗作用，若心電圖發生變化，可给予葡萄糖酸钙以对抗心率失常。

### 联用葡萄糖和胰岛素
静脉注射胰岛素和葡萄糖是有证据支持的治疗紧急高钾血症的一线疗法之一。该方法促进钾离子向细胞内的转运从而降低血钾。低血糖是该疗法可能的并发症。

### 阳离子交换树脂
阳离子交换树脂用于通过加速肠道中钾的流失来治疗高钾血症，特别是在尿量不足或透析之前的情况下。负载有钠或钙的树脂倾向于和胃肠液中的钾离子结合，释放出钠或钙离子，随后树脂随粪便排除，从而实现降低血钾的目的。在施用的同时需要考虑钠或钙超载的风险。亦有观点认为该方法效果太差而不推荐使用。

### 其它药物
如呋塞米、沙丁胺醇。

### 透析
透析包括腹膜透析和血液透析，通常在上述方法均无效或病症严重的情况下使用，或为最有效的方式。

## 流行病学
正常個體很少會發生高血鉀的狀況，但在醫院病患中發生的機率高達1%至 2.5%，且會將死亡風險拉高十倍以上。

## 外部連結
- USDA National Nutrient Database for Standard Reference, Release 26 （页面存档备份，存于）
- List of foods rich in potassium
- National Kidney Foundation site on potassium content of foods